# Новый Тагамлык
Новый Тагамлык (укр. Новий Тагамлик) — село,
Новотагамлыкский сельский совет,
Машевский район,
Полтавская область,
Украина.
Код КОАТУУ — 5323084401. Население по переписи 2001 года составляло 441 человек.
Является административным центром Новотагамлыкского сельского совета, в который, кроме того, входят сёла
Вольное,
Козельщина и
Огуевка.

## Географическое положение
Село Новый Тагамлык находится на правом берегу реки Тагамлык,
выше по течению на расстоянии в 1,5 км расположено село Вольное,
ниже по течению примыкает село Козельщина,
на противоположном берегу — село Огуевка.
Река в этом месте извилистая, образует лиманы, старицы и заболоченные озёра.

## Экономика
- «Лос», ООО.

## Объекты социальной сферы
- УВК.
- Новотагамлыкская сельская больница.